# 吉見町
吉見町（よしみまち）は、埼玉県の中部に位置し、比企郡に属する町。
人口は約2万人。

## 地理
町域の大部分は荒川流域の荒川低地に属し田園地帯となっている。町の中央部西側は東松山市との境にある松山城跡と最高地点に比企丘陵から連なる吉見丘陵が広がっている。湖沼が多いほか、近年では長谷工業団地を中心とした工場や小規模な住宅団地が多く立地している。吉見丘陵は、県立比企丘陵自然公園の一部に指定されている。

## 歴史

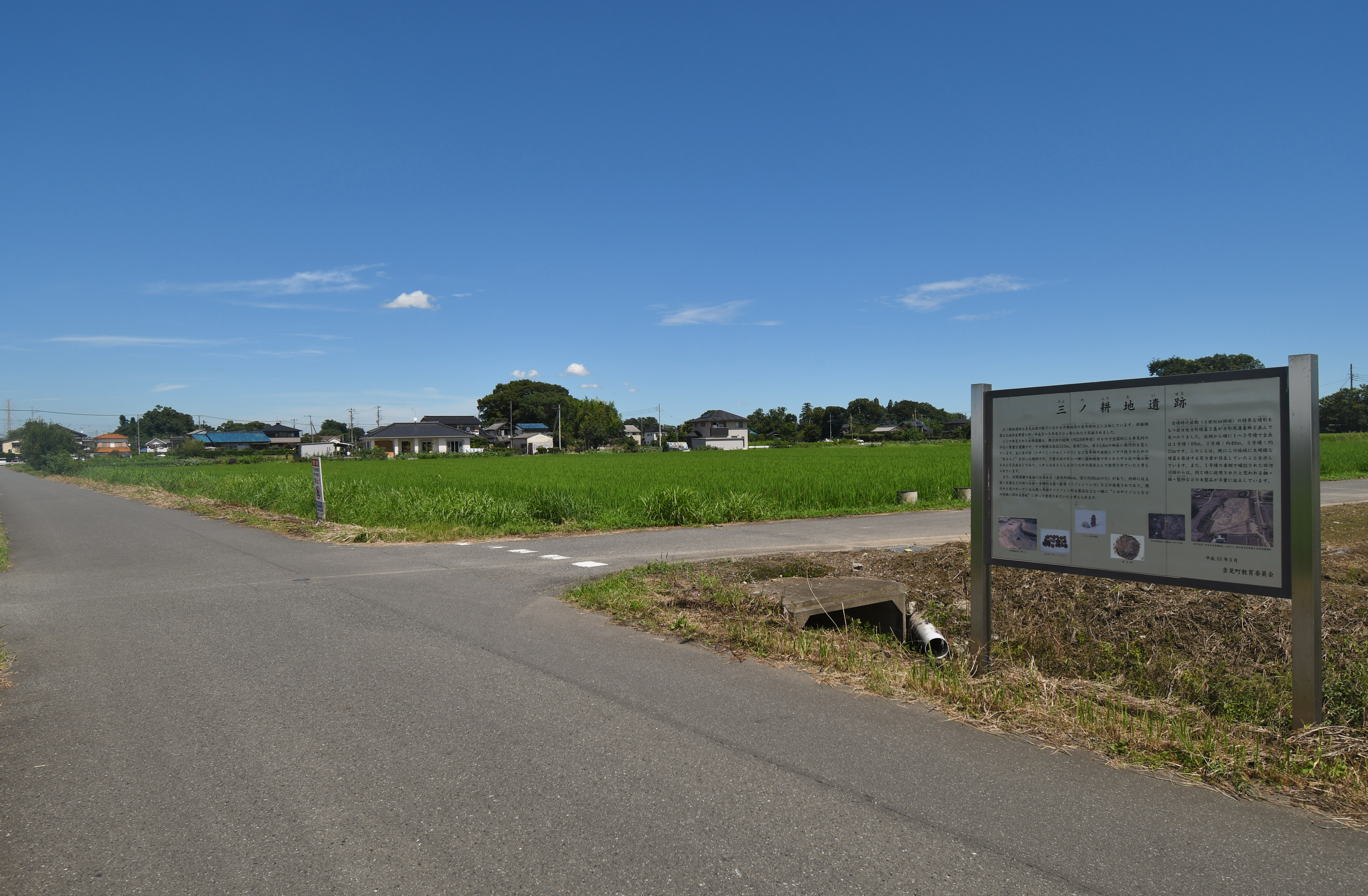
三ノ耕地遺跡

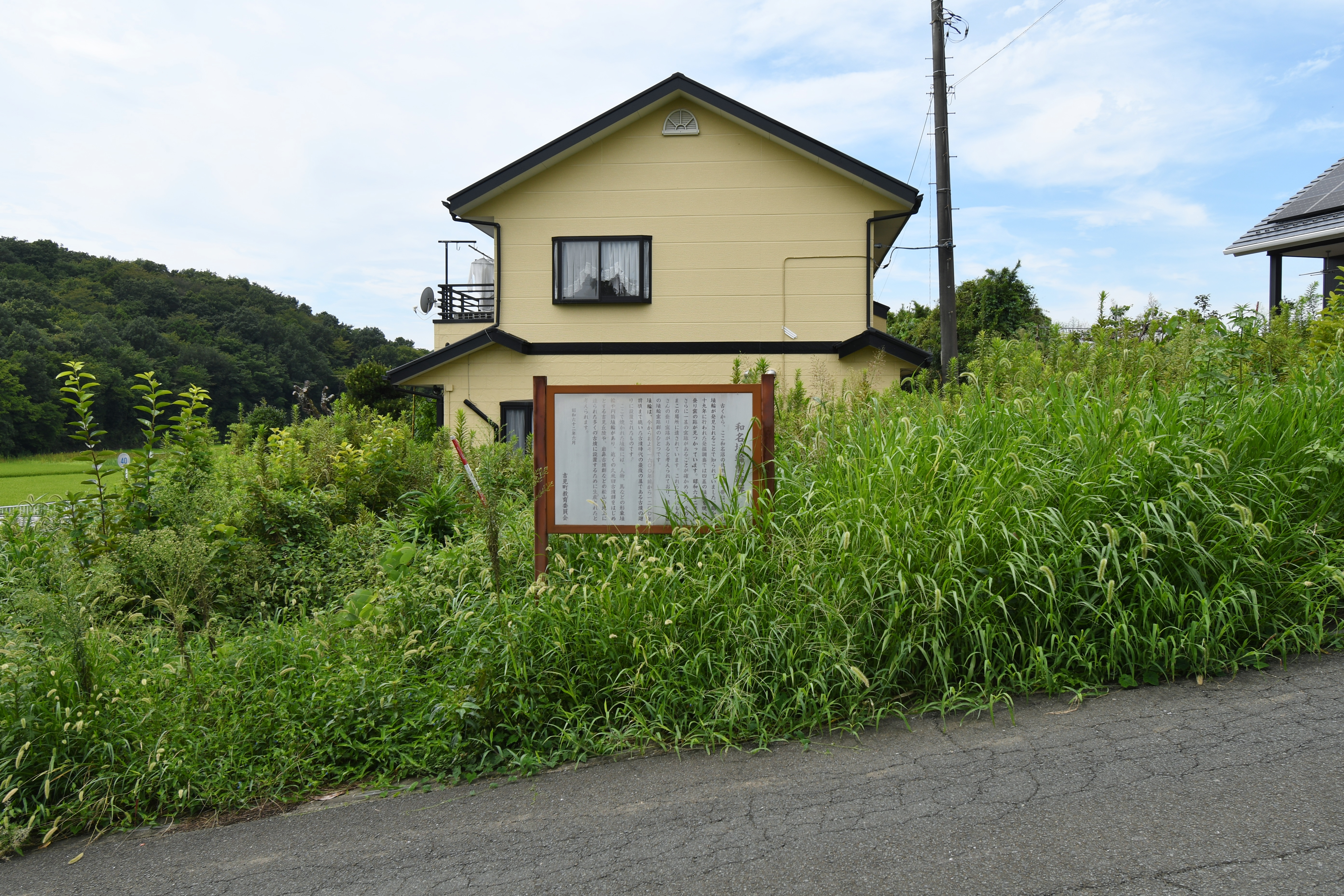
和名埴輪窯跡群

- 3世紀後半 - 三ノ耕地遺跡で前方後方型周溝墓が造られる。
- 4世紀前半 - 山の根古墳が三ノ耕地遺跡を見下ろす丘陵上に築かれる。
- 5-6世紀頃 - 和名埴輪窯跡で埴輪が焼かれる。
- 7世紀頃 - 吉見百穴が造られる。
- 14世紀頃 - 上田氏によって松山城が築かれる。
- 16世紀中葉 - 後北条氏の支配下にはいる。
- 1869年（明治2年）1月28日 (旧暦) - 武蔵知県事・宮原忠治の管轄区域をもって大宮県が発足（県庁は日本橋馬喰町）。ほか町域では古河県・佐倉県に属した村もある。
- 1869年（明治2年）9月29日 (旧暦) - 県庁が浦和に移転し、大宮県から浦和県に改称。
- 1871年（明治4年）11月14日 (旧暦) - 浦和県・忍県・岩槻県の3県が合併して埼玉県が誕生。吉見町域は入間県に移管。
- 1873年（明治6年） - 入間県が熊谷県に編入。
- 1876年（明治9年） - 熊谷県が埼玉県に統合。
- 1889年（明治22年）4月1日 - 町村制施行に伴い、横見郡の43ヶ村が東吉見村、西吉見村、南吉見村、北吉見村の4ヶ村となる。
- 1896年（明治29年）4月1日 - 府県制施行による埼玉県内の郡の再編により、横見郡が廃止、比企郡に統合される。
- 1954年（昭和29年）7月1日 - 東吉見村、西吉見村、南吉見村、北吉見村が合併し、吉見村となる。
- 1954年（昭和29年）11月 - 現在の町章となる村章を制定する[2]。
- 1972年（昭和47年）11月3日 - 町制施行により、吉見町となる。

### 平成の大合併における動き
いずれの合併に関しても成立には至らず、当面は単独での町政運営となる。
- 比企地区8市町村合併協議
  - 2003年（平成15年）
    - 3月3日 - 比企地区任意合併協議会設置（東松山市・比企郡滑川町・嵐山町・小川町・都幾川村・玉川村・吉見町・秩父郡東秩父村）。
    - 4月1日 - 協議会事務局設置（東松山市役所内）。
    - 5月21日 - 第4回協議会において比企地区任意合併協議会解散を決定。
- 東松山市・吉見町合併協議
  - 2003年（平成15年）
    - 9月24日 - 「東松山市と吉見町の合併推進に関する決議」（市議会）。
    - 12月1日 - 東松山市・吉見町合併協議会（法定）設置・同日事務局設置（東松山市役所内）。

  - 2004年（平成16年）
    - 9月14日 - 東松山市議会において「東松山市・吉見町合併協議会からの離脱に関する決議」を議決（全会一致）。
    - 9月15日 - 第13回協議会において、東松山市・吉見町合併協議会解散を決定。
    - 10月31日 - 合併協議会廃止。

## 人口
| |                                        |  |
| 吉見町と全国の年齢別人口分布（2005年） | 吉見町の年齢・男女別人口分布（2005年） |  |
| ■紫色 ― 吉見町 ■緑色 ― 日本全国 | ■青色 ― 男性 ■赤色 ― 女性              |  |
| 吉見町（に相当する地域）の人口の推移 \| 1970年（昭和45年） \| 14,072人 \| \| \| 1975年（昭和50年） \| 14,724人 \| \| \| 1980年（昭和55年） \| 16,107人 \| \| \| 1985年（昭和60年） \| 17,043人 \| \| \| 1990年（平成2年） \| 18,991人 \| \| \| 1995年（平成7年） \| 21,371人 \| \| \| 2000年（平成12年） \| 22,246人 \| \| \| 2005年（平成17年） \| 22,217人 \| \| \| 2010年（平成22年） \| 21,083人 \| \| \| 2015年（平成27年） \| 19,631人 \| \| \| 2020年（令和2年） \| 18,192人 \| \| |                                        |  |
| 総務省統計局 国勢調査より |                                        |  |
| 1970年（昭和45年） | 14,072人                               |  |
| 1975年（昭和50年） | 14,724人                               |  |
| 1980年（昭和55年） | 16,107人                               |  |
| 1985年（昭和60年） | 17,043人                               |  |
| 1990年（平成2年） | 18,991人                               |  |
| 1995年（平成7年） | 21,371人                               |  |
| 2000年（平成12年） | 22,246人                               |  |
| 2005年（平成17年） | 22,217人                               |  |
| 2010年（平成22年） | 21,083人                               |  |
| 2015年（平成27年） | 19,631人                               |  |
| 2020年（令和2年） | 18,192人                               |  |

## 行政

### 町長
- 宮崎善雄（2017年5月8日就任、2期目）

### 町議会
- 定数14

### 広域行政
一部事務組合
- 比企広域市町村圏組合：東松山市、比企郡滑川町、比企郡嵐山町、比企郡小川町、比企郡ときがわ町、比企郡川島町、当町、秩父郡東秩父村で構成。
- 北本地区衛生組合：鴻巣市、北本市、久喜市（旧南埼玉郡菖蒲町の区域）とともにし尿処理を行っている。
- 埼玉中部環境保全組合：鴻巣市（旧北足立郡吹上町の区域を除く）、北本市とともに、当町の大串地内にてごみ処理を行っている。また、今後は、鴻巣市郷地に新施設を建設し、吹上地域を含む1町2市で使用する方針。

過去に設置されていた一部事務組合
- 埼玉中部資源循環組合：東松山市、桶川市、比企郡の6町（滑川町、嵐山町、小川町、ときがわ町、鳩山町、当町、川島町（川島町は平成27年12月1日に加入））及び秩父郡東秩父村により平成27年4月1日に設立。可燃ごみ及び粗大ごみの新施設を建設する計画を立てていた。しかし、処理施設の付帯設備（温浴施設等）の建設及び建設後の管理費用負担について協議が纏まらなかったことなどもあり、計画が頓挫し、令和2年3月31日をもって組合は解散した[3]。

## 地域

### 教育
幼稚園・保育園
- よしみ幼稚園
- よしみけやき保育所

小学校
- 吉見町立東第一小学校
- 吉見町立東第二小学校
- 吉見町立南小学校
- 吉見町立西小学校
- 吉見町立北小学校
- 吉見町立西が丘小学校

中学校
- 吉見町立吉見中学校

大学
- 武蔵丘短期大学

### 公共施設
- フレサよしみ（吉見町民会館）
- 吉見町立図書館
- 今泉浄水場（旧水道庁舎）
- 西部ふれあいセンター
- 東野ふれあいセンター
- 中央公民館
- 西公民館
- 北公民館
- 東公民館
- 農村センター・南公民館
- 埋蔵文化財センター
- 吉見町ふれあい広場
- 町民体育館
- 武道館
- 吉見町B&G海洋センター体育館・プール
- 保健センター
- 介護予防施設・悠友館
- 老人福祉センター・荒川荘
- 給食センター
- フレンドシップハイツよしみ
- 勤労福祉センター
- 農産物加工処理センター
- 農業構造改善センター
- 勤労福祉センター

#### 県の施設
- 吉見総合運動公園
- 埼玉県企業局吉見浄水場
- 埼玉県衛生研究所（旧吉見高校の施設を改築の上、2014年4月1日さいたま市桜区に所在した本所と深谷市に所在した深谷支所を統合する形で設置）

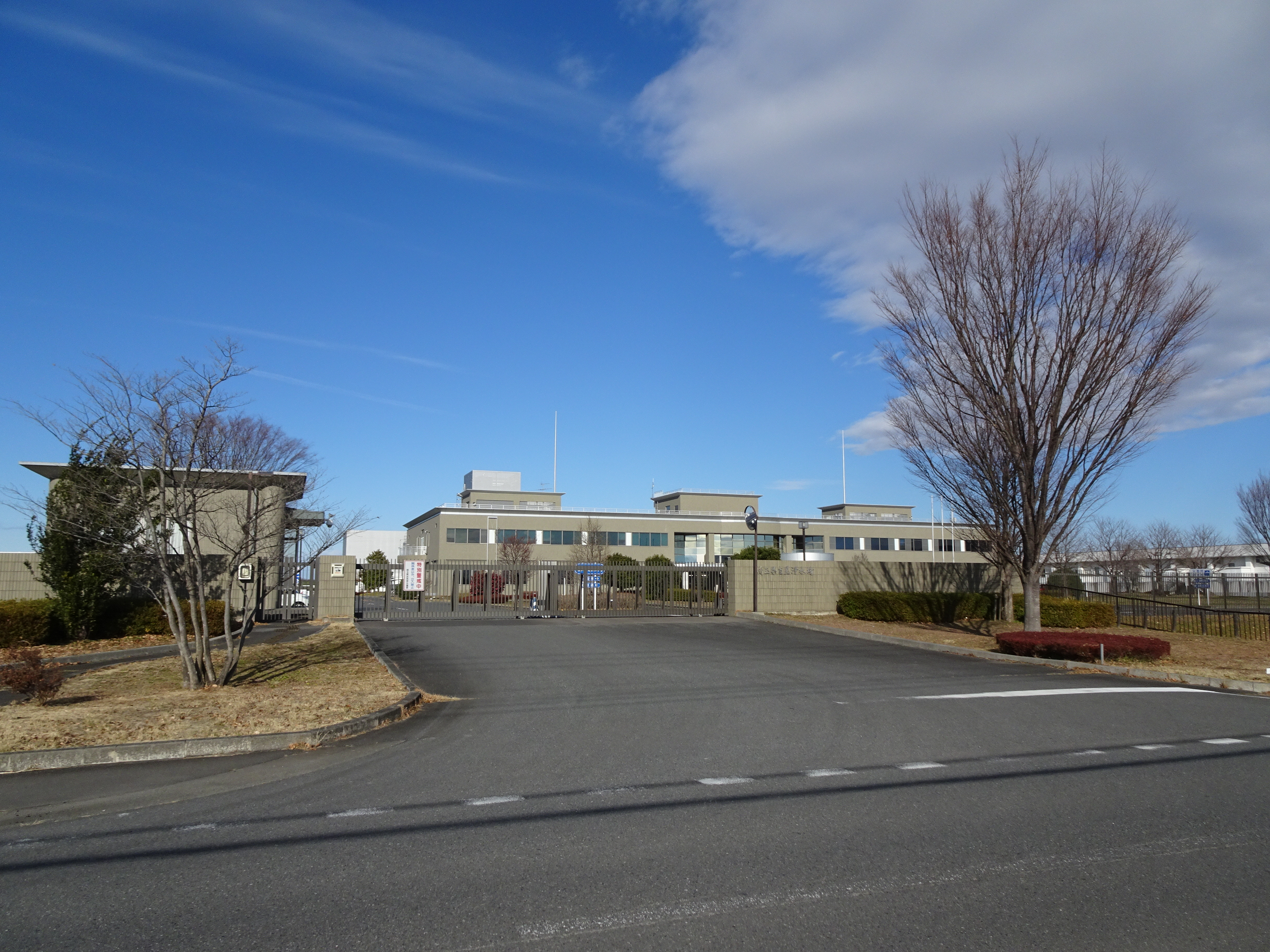
吉見浄水場
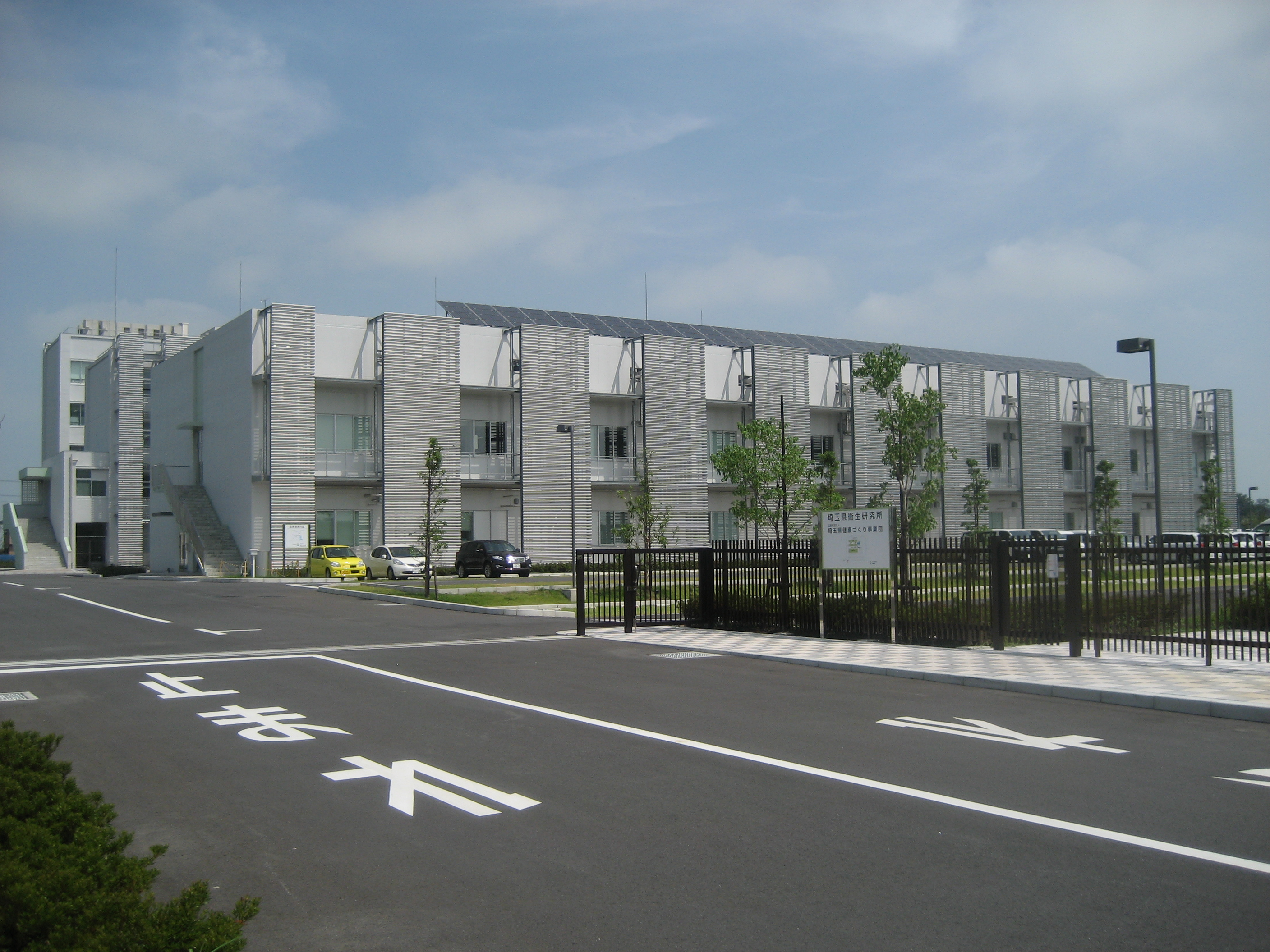
埼玉県衛生研究所

#### その他の施設
- 埼玉中部環境保全組合
  - 埼玉中部環境センター

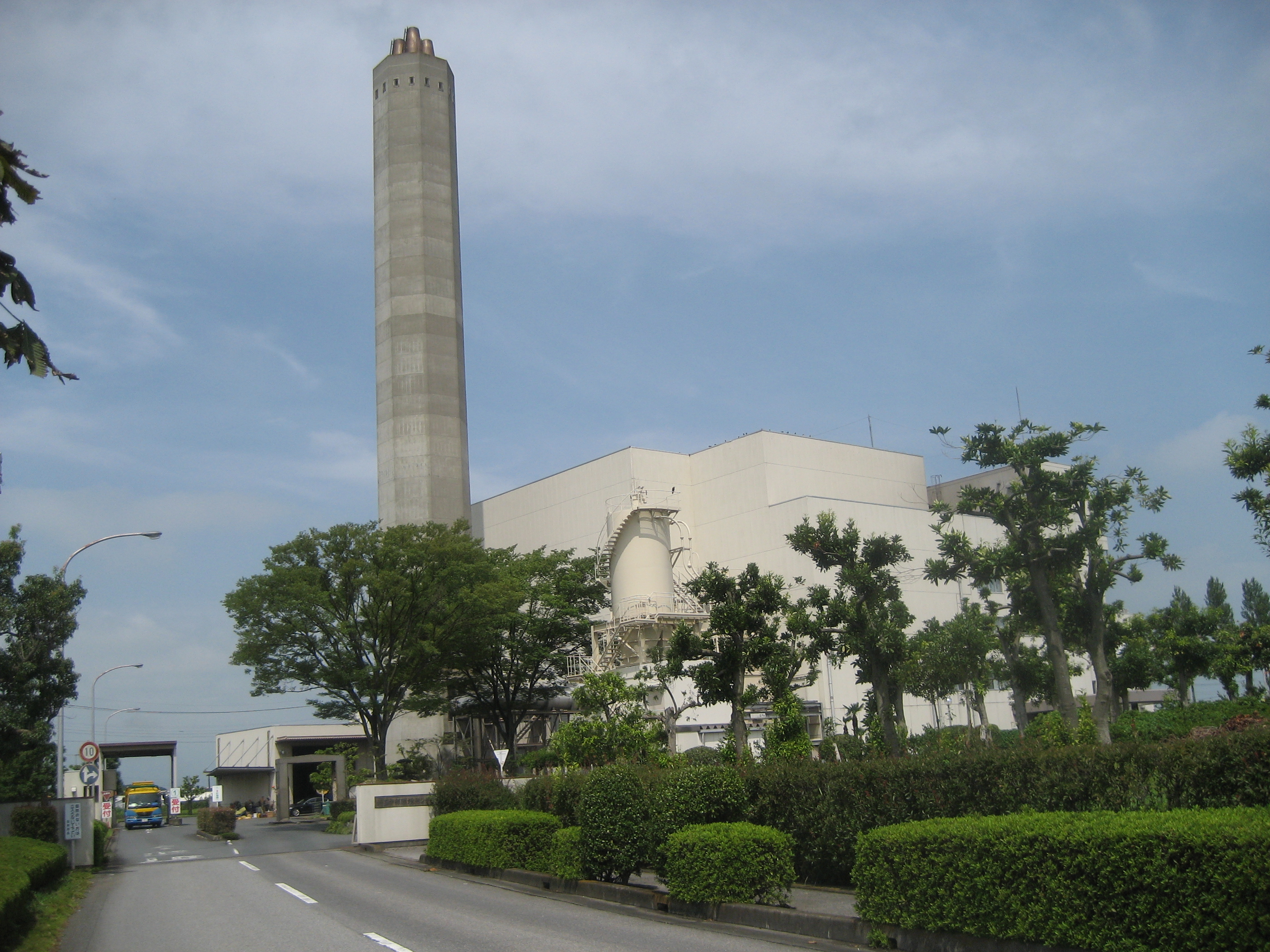
埼玉中部環境センター

#### 消防
- 比企広域消防本部東松山消防署（東松山市）
  - 吉見分署
- 吉見消防団

#### 警察
- 東松山警察署（東松山市）
  - 吉見交番
  - 吉見東駐在所

### 電話番号
市外局番は町内全域が「0493」。同一市外局番の地域との通話は市内通話料金で利用可能（東松山MA）。収容局は埼玉吉見局、冑山局。市内局番は「54」または「53」が割り当てられている。ちなみに1984年（昭和59年）まで、比企郡内で唯一市内局番が一桁だった。詳しくは#通信網の整備遅れについてを参照。

### 郵政
郵便番号は町内全域が「355-01xx」である。
- 吉見郵便局 - 町内全域の集配を担当
  - 西吉見郵便局
  - 北吉見郵便局
  - 東吉見郵便局

### 住宅団地
- 比企ネオポリス - 1960年代に開発された約80ヘクタールの住宅団地。
  - 南吉見団地

## 経済

### 企業
- マレリ
- シチズン時計マニュファクチャリング埼玉吉見工場
- 東洋製罐
- コカ・コーライーストジャパンプロダクツ埼玉工場
  - 旧日本コカ・コーラ埼玉工場→サツキコカ・コーラキャンニングの本社・工場→三国コカ・コーラボトリング埼玉第二工場
- 長谷工業団地
  - エコグリーン埼玉
  - 片岡食品
  - 埼玉オリジン
  - 佐川ロジスティクスパートナーズ
  - 千葉金属工業
  - ノザワ
  - ブリヂストンプラントエンジニアリング
  - プリマ食品
  - 村井
  - LIXIL

### 商業
- スーパーマーケット
  - ベイシアマート
  - 中村ストアー吉見店
- ホームセンター
  - コメリ

### 金融機関
- 埼玉縣信用金庫吉見支店
- JA埼玉中央農業協同組合
  - 東吉見支店、南吉見支店、西吉見支店、北吉見支店

## 交通

### 鉄道
町内に鉄道路線は通っていない。最寄りは、JR東日本高崎線鴻巣駅、あるいは東武鉄道東武東上線東松山駅など。

### バス
- 川越観光バス
  - HM-11･12･13系統[4]：東松山駅 - いちごの里よしみ - 鴻巣駅 - 免許センター
- 東武バスウエスト
  - 川越03系統[5]：川越駅 - 本川越駅 - 鴻巣駅 - 免許センター/川越駅 - 本川越駅 - 新荒子

吉見町巡回バスは、2019年3月末までに順次廃止され、デマンド交通に転換した

### タクシー
町内に事業者1社、吉見タクシーがある。営業区域は県南西部交通圏で、川越市・所沢市・東松山市・飯能市・和光市などと同じエリアになっている。

### 道路

#### 国道
町内に国道は通っていない。
市野川を挟んで東松山市側で並行するように、近くを国道407号・国道254号が走っている。

#### 県道
主要地方道
- 埼玉県道27号東松山鴻巣線
  - 埼玉県道27号東松山鴻巣線バイパス
埼玉県道27号東松山鴻巣線において4車線化工事、及び国道407号と接続できる新道建設工事が南吉見地区で進められており、平成24年3月24日に暫定2車線（片側相互通行）方式にて久米田交差点～東松山市新宿町交差点間が開通した[7]。
- 埼玉県道33号東松山桶川線
- 埼玉県道66号行田東松山線 - 大芦橋付近の飛地（大字中曽根地区）を通る。
- 埼玉県道76号鴻巣川島線

一般県道
- 埼玉県道271号今泉東松山線
- 埼玉県道345号小八林久保田下青鳥線

#### その他主要道路
- 大里比企広域農道

## 観光

吉見百穴

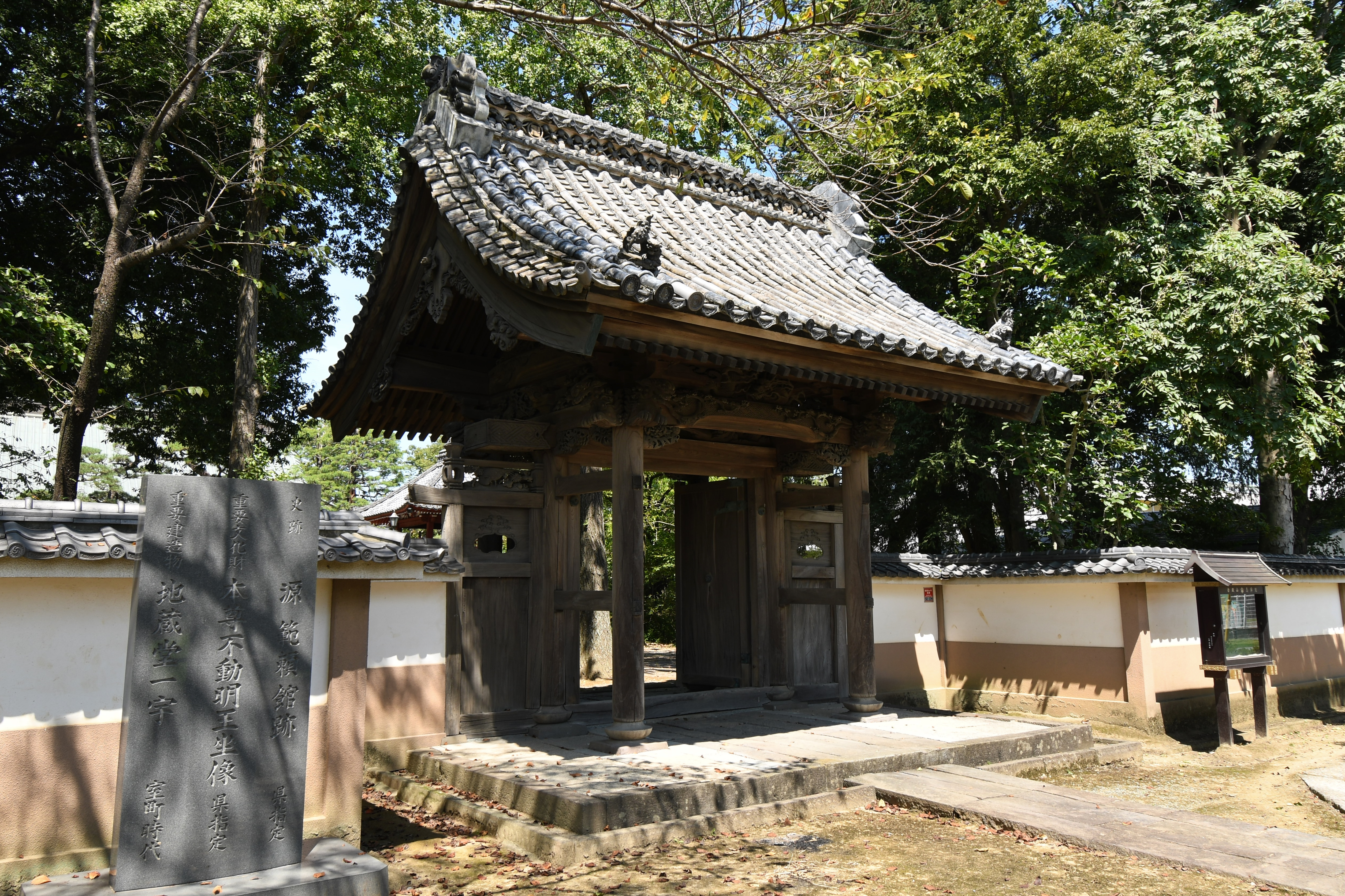
息障院（伝源範頼館跡）

横穴古墳群「吉見百穴（よしみ・ひゃっけつ/ひゃくあな）」があることで知られる。また、県内有数のイチゴの産地であり、「道の駅いちごの里よしみ」が運営されている。
- 吉見百穴
- 松山城址
- 吉見観音（坂東三十三箇所11番札所・岩殿山安楽寺）
- 息障院（伝源範頼館跡）
- ポンポン山（高負彦根神社）
- 八丁湖
- 黒岩横穴墓群
- さくら堤公園
- 大沼（百穴湖）
- 道の駅いちごの里よしみ

当町は、「いちごの里」を冠した道の駅が設置されている事からもわかるように、埼玉県内有数のイチゴの産地（主にとちおとめ）である。いちご狩りのシーズンには、道の駅や町内各地のいちご農家および特設のいちご直売所が、観光客でにぎわっている。
- いちご街道 - 埼玉県道33号東松山桶川線、大串 - 飯島新田までのいちご農園が並んでいる区間の通称。
- 大串毘沙門様縁日（大串毘沙門堂） - 2月13日。
- 巌窟ホテル - 閉鎖。
- 百穴温泉
- よしみん - 吉見町のマスコットキャラクター。

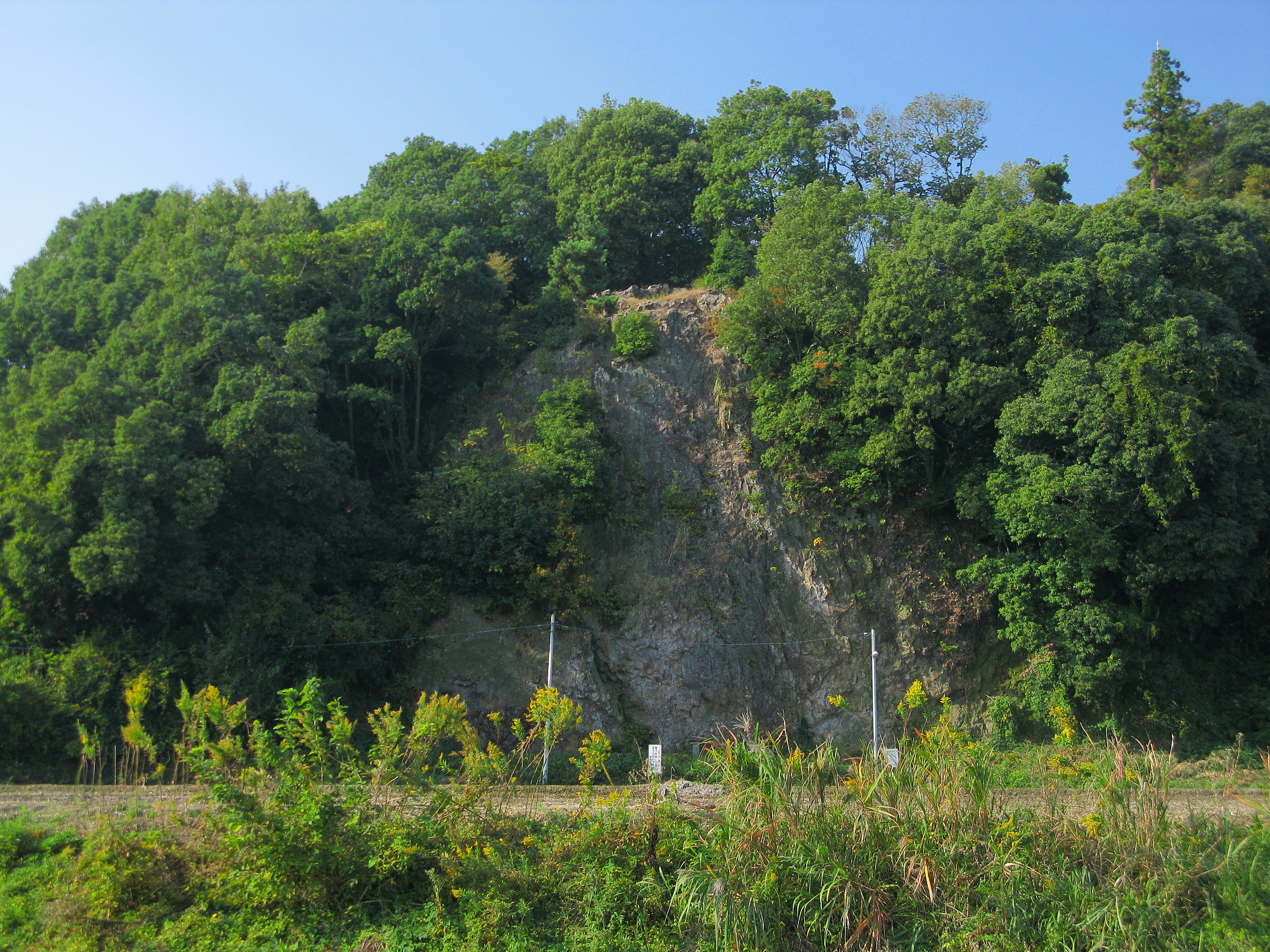
ポンポン山

## 通信網の整備遅れについて
高速大容量通信回線網が遅れ、東京から約50 km圏内、住宅地として著しい人口増加を遂げたにもかかわらず、ISDN回線の使用もままならない時代が続いた。
- 農集電話が1978年（昭和53年）まで残っていた。農集電話の全国廃止は1979年（昭和54年）であることから、末期まで農集電話が残っていたことになる。このため、比企郡でも1983年（昭和58年）まで市内局番が1桁の時代が続いたが、その後も影響は残った。
- 1990年代後半、インターネットの普及はあっても、様々な事情から定額制通信サービスの利用意向数が低かったこともあり、定額制通信サービスの提供を当町で利用可能になるには、2001年（平成13年）末に定額制ISDNサービス開始まで待たなければならなかった。他の市町村に遅れること数年かかってようやく2002年（平成14年）に定額制のADSL回線 (1.5 Mbps) が開通した。その後もADSLサービスの速度アップには他の市町村と比較しても大幅な遅れで開始に至るなど、通信回線の差や速度における情報格差（デジタルディバイド）が浮き彫りになった時代も長かった。2006年（平成18年）12月になって一部地域で光ファイバー回線が開通している（詳細は後述）。ただし、ラストワンマイル地域とよばれる、交換局からの距離が遠い地域も多数あり、場所によっては交換局から5 kmになるところもある。
- 携帯電話やPHSの回線についても、前述の理由などが大きく影響し、整備が後回しになる地域だった。PHSについては、一部事業者においてサービス終了まで周辺市町村と異なり当町だけはサービスエリア外だったり、携帯電話についても基地局の整備が進まなかった。第三世代携帯電話では、一部の事業者において利用しにくい状態が続き、ユーザーにおいて補助アンテナを使わなければまだまだ電波が届きにくい。しかし、この数年基地局の整備が進み始め、近年新規参入した定額制携帯高速通信事業者でも2008年（平成20年）3月にエリア化するなど、ようやく利用状況に改善が見られ始めている。
- 光ファイバー回線については、2006年（平成18年）当初長谷・北吉見・久米田・和名・南吉見・御所・黒岩の地域でサービス提供エリア化され、2008年（平成20年）12月に役場のある下細谷地区もサービス提供エリアとなった。通信網の整備を一部住民有志らの手によって実現させた経緯もある。2005年（平成17年）頃から、西地区住民の手により、署名活動と利用希望意向を積み重ねる運動がスタートし、一定の採算ライン（200軒以上）と見なされる利用希望意向を達成した。採算が取れると判断した事業者側により、2006年（平成18年）12月に一部地域で光ファイバー通信網が開通した。住民運動によって光ファイバー高速通信回線網を開通させた非常に希な例である。

## 著名な出身者
- 福澤桃介（実業家）
- 久保田智之（阪神タイガース）
- 若槻千夏（タレント）
- ひろき（鉄道系YouTuber）